# 옥산중학교 (충북)
옥산중학교(玉山中學校)는 대한민국 충청북도 청주시 흥덕구 옥산면 오산리에 있는 공립 중학교이다.

## 학교 연혁
- 1969년 10월 10일 : 옥산중학교 설립 인가(9학급)
- 1970년 3월 18일 : 개교 및 제1회 입학식(3학급)
- 1973년 2월 10일 : 제1회 졸업식(남 111명, 여 46명 계 157명)
- 1974년 2월 13일 : 충청북도 교육위원회 지정 생산교육 연구학교
- 1996년 10월 2일 : 개축 공사 준공(교실 11실, 특별교실 6실)
- 1998년 10월 26일 : 충청북도교육청 지정 자율시범학교 발표
- 2003년 3월 1일 : 교육인적자원부 지정 학교도서관 활용정책 연구학교 선정
- 2007년 12월 10일 : 다목적 교실(인헌관) 준공
- 2017년 3월 1일 : 학교 체육(교육부지정 연구학교)
- 2023년 3월 1일 : 제26대 최시선 교장 부임
- 2024년 1월 3일 : 제52회 졸업식(남 60명, 여 59명 계 119명, 누적 8,393명)

## 참고 자료
- 옥산중학교 - 한국교육학술정보원 학교알리미